# Alexander Hahn (Regisseur)
Alexander Hahn (* 23. März 1967 in Riga, Lettland) ist ein deutscher Filmemacher.

## Leben und Werk
Alexander Hahn zog 1977 nach Deutschland und studierte von 1989 bis 1996 an der Wiener Filmakademie. Schon während seiner Studienzeit erzielte er einen ersten Erfolg: 1990 erhielt er den Goldenen Bobby für das beste Drehbuch auf dem Wiener Filmstudentenfilmfestival für seinen Kurzfilm Warum Neger Schwarz. In der Jury saß unter anderem der ungarische Regisseur István Szabó, der damals als Jurypräsident fungierte.
1993 arbeitete Hahn mit Florian Grünmandl an dem Film Zahn um Zahn, der als österreichischer Beitrag für den Studenten-Oscar eingereicht wurde. Obwohl der Film keinen Oscar gewann, durfte er Österreich beim Studenten-Oscar-Festival in Los Angeles vertreten. Zahn um Zahn wurde 1993 produziert. Der Film erhielt den Publikumspreis auf dem Wiener Studentenfilmfestival 1993.
Hahns erster Spielfilm, Far Away from St. Petersburg (1992), erhielt mehrere Auszeichnungen, darunter den Preis für das beste Erstlingswerk beim Alexandria International Film Festival und den Jury Special Award in Gold beim Houston International Film Festival. Sein Film The Last Soviet Movie (2003) ist eine Überarbeitung von Far Away from St. Petersburg, bei dem die Handlung verändert und neue Szenen hinzugefügt wurden. Der Film wurde unter einem Pseudonym veröffentlicht, um eine fiktive Geschichte über einen Filmemacher zu erzählen. The Last Soviet Movie ist heute auf Netflix in Deutschland verfügbar. Ebenso ist Midsummer Madness auf der Streaming-Plattform zu finden.
1999 schrieb Hahn gemeinsam mit Gerhard Rekel eine Folge für die deutsche Action-Serie Alarm für Cobra 11 mit dem Titel Treibstoff.
2001 hatte Hahns dokumentarischer Kurzfilm Marching Gaily Premiere auf den Internationalen Hofer Filmtagen. Der humorvolle Film, der eine schwule Parade und eine Polizeiparade in Wien vergleicht, wurde auch auf dem Sheffield Documentary Film Festival gezeigt und erhielt in Deutschland das Prädikat „wertvoll“.
2005 verfasste er das Drehbuch für die ORF/MDR-Komödie Schön, dass es dich gibt unter der Regie von Reinhard Schwabenitzky. Der Film wurde im deutschsprachigen Raum 186 Mal ausgestrahlt.
2023 feierte sein Film Taurins Senior beim Tallinn Black Nights Film Festival Premiere und wurde für seine künstlerische Vision und Tiefe gelobt.
Im Frühjahr 2023 gründete Hahn gemeinsam mit dem Regisseur und Spieleentwickler Alex Taube sowie dem bildgestaltenden Kameramann und Fotografen Marco Maria Dresen die Filmproduktionsfirma tremendous4 Films, die ihren Sitz in der Nähe von Braunschweig, Niedersachsen, hat.
Alexander Hahn lebt derzeit in Riga, Lettland.

## Filmografie

### Drehbuch und Regie

#### Filme
- 1989: Warum Neger Schwarz (Kurzfilm)
- 1992: Far Away From St. Petersburg (erster Langfilm)
- 1993: Zahn um Zahn (Kurzfilm)
- 1994: Morula (Kurzfilm)
- 2003: The Last Soviet Movie (Langfilm)
- 2007: Midsummer Madness (Langfilm)
- 2011: Monsieur Taurins (Langfilm)
- 2023: Taurins Senior